# The Nightmare Before Christmas: Oogie's Revenge
The Nightmare Before Christmas: Oogie's Revenge es un videojuego de acción-aventura desarrollado por Capcom para PlayStation 2 y Xbox. El juego toma lugar después de los eventos de la película. 
El juego fue lanzado al mismo tiempo que The Nightmare Before Christmas: The Pumpkin King.

## Argumento
Jack Skellington, cansado de la misma rutina de Halloween, decide viajar para descubrir cosas nuevas, para ello, el Dr. Finkelstein le da la Blandialma un látigo verde y gelatinoso  que  se ciñe  a la muñeca de Jack.
Pero durante la ausencia de Jack, Lock, Shock y Barrel traen de vuelta a Oogie Boogie, quien se apodera de la ciudad, secuestra a los reyes de las fiestas para autoproclamarse Rey de las Siete Festividades.
Esconde las puertas a las distintas fiestas por la ciudad.
Cuando Jack regresa a la ciudad, ve todo el caos que se ha originado. Es entonces cuando comienza su nueva aventura para detener a Oogie.